# Die Teufelsfeder
Die Teufelsfeder ist eine slowakisch-dänisch-tschechische Fantasykomödie aus dem Jahr 2018. Die deutsche Fassung wurde vom ZDF beauftragt für eine Erstausstrahlung am 5. Dezember 2020 im Rahmen der Märchenperlen, obwohl es kein klassischer Märchen-, sondern ein Fantasyfilm ist. Gedreht wurde unter anderem auf der Burg Ledeč nad Sázavou sowie in den Orten Chrustenice und Doksany.

## Handlung
Die Hölle gleicht einer riesigen Verwaltungsbehörde im Erdinnern, welche für jede Region des Globus eine eigene Filiale hat. In dieser werden durch Hilfsteufel die Sündenregister der Menschen ausgewertet, die Sünder gegebenenfalls abgeholt und in den Höllenkessel geworfen. Damit das korrekt geschieht, werden alle Sünden der Menschen von einer selbsttätig schreibenden Teufelsfeder aufgeschrieben.
In einer der Filialen gibt eine der Teufelsfedern plötzlich den Geist auf und stirbt, weshalb sie ersetzt werden muss. Luzifer beauftragt damit seinen Sohn Bonifatius, der nun auf der Erdoberfläche wandeln muss. Doch das hat ungeahnte Folgen, denn dieser ist naiv und gutgläubig. Nach kurzer Zeit wird er von dem erfolglosen Schneider bestohlen, obendrein verliebt er sich in die schöne Wirtstochter Margarete. Der Schneider hingegen kann mit den teuflischen Wundergaben große Zaubereien in Gang setzten. So gibt er sich als Graf aus und erlangt so die Oberhand in der Stadt. Er befehligt die Bürger, einen Tunnel zu graben, dabei kommt der Eingang zur Hölle zum Vorschein. Der Schneider schafft es, Luzifer und die Teufel einzusperren und befiehlt die Hinrichtung. Doch Bonifatius kann sich als Henker verkleidet einschleichen und die teuflischen Identitäten der Verurteilten freisetzen. Die sündigen Bürger werden dabei in die Hölle abgeführt. Zum Schluss kommen Bonifatius und Margarete zusammen, zur Freude Luzifers, dessen Sohn zur Hälfte menschlich ist.

## Besetzung und Synchronisation
| Figur               | Darsteller      | Deutscher Sprecher |
| ------------------- | --------------- | ------------------ |
| Bonifatius          | Jan Cina        | Tim Kreuer         |
| Margarete           | Judit Bárdos    | Magdalena Turba    |
| Schneider           | Jan Budař       | Ozan Ünal          |
| Luzifer             | Ondřej Vetchý   | Thomas Schmuckert  |
| Bürgermeister       | Tomáš Jeřábek   | Gerrit Schmidt-Foß |
| Stadtschreier       | Jiří Maryško    | Dirk Petrick       |
| Vize-Luzifer        | Václav Kopta    | Kevin Kraus        |
| Einheizer           | Lukáš Latinák   | Julien Haggège     |
| Archivar            | Jakub Žáček     | Marco Rosenberg    |
| Gastwirt            | Marián Geisberg | Jürgen Kluckert    |
| Knocholt            | Marek Daniel    | Tobias Nath        |
| Frau Lumpen / Berta | Jana Plodková   | Aline Staskowiak   |
| Jäger               | Michal Dalecký  | Jeremias Koschorz  |
| Verehrer 1          | Daniel Fischer  | Benjamin Stöwe     |
| Verehrer 2          | Robert Mikluš   | Marco Kröger       |
| Gefängniswärter     | Josef Polášek   | Andi Krösing       |